# Cézium-hidrogén-karbonát
A cézium-hidrogén-karbonát szervetlen vegyület, képlete CsHCO3. Az alábbi reakcióval állítható elő:
Cs2CO3 + CO2 + H2O → 2 CsHCO3
Felhasználható más céziumsók előállításához, de a cézium-karbonátnál ritkábban alkalmazzák.

## Fordítás
Ez a szócikk részben vagy egészben  a   Caesium bicarbonate című angol Wikipédia-szócikk ezen változatának fordításán alapul.  Az eredeti cikk szerkesztőit annak laptörténete sorolja fel. Ez a jelzés csupán a megfogalmazás eredetét és a szerzői jogokat jelzi, nem szolgál a cikkben szereplő információk forrásmegjelöléseként.